# Nothrodes
Nothrodes är ett släkte av skalbaggar. Nothrodes ingår i familjen vivlar.
Kladogram enligt Catalogue of Life:
| Nothrodes | \| \| Nothrodes languidus \| \| \| \| |
|           | \| \| Nothrodes languidus \| \| \| \| |
|           | Nothrodes languidus                   |
|           |                                       |